# Jarbas (ur. 1913)
Jarbas Baptista, znany jako Jarbas (ur. 5 września 1913 w Campos) – piłkarz brazylijski grający na pozycji napastnika.

## Kariera klubowa
Jarbas piłkarską karierę rozpoczął w klubie Carioca EC w 1932 roku. W 1933 roku przeszedł do CR Flamengo, w którym grał do końca kariery, którą zakończył w 1946 roku. Z Flamengo czterokrotnie zdobył mistrzostwo stanu Rio de Janeiro – Campeonato Carioca w: 1939, 1942, 1943, 1944 oraz wygrał Turniej Rio-São Paulo w 1940 roku. W barwach rubro-negro rozegrał 381 spotkań, w których strzelił 154 bramki.

## Kariera reprezentacyjna
Jarbas zadebiutował w reprezentacji Brazylii 27 listopada 1932 w wygranym 7-2 meczu z klubem Andarahy Atletico Clube. Jarbas w debiucie zdobył dwie bramki. Tydzień później zadebiutował w wygranym 2-1 meczu międzypaństwowym z reprezentacją Urugwaju, którego stawką było Copa Rio Branco 1932. Ostatni raz w reprezentacji wystąpił 12 grudnia 1932 w meczu z Nacionalen Montevideo. W reprezentacji wystąpił w jednym oficjalnym spotkaniu (4 mecze, 3 bramki, jeśli doliczy się mecze z drużynami klubowymi).